# Maurice Tournade
Pour les articles homonymes, voir Tournade.
Maurice Tournade, né le 1er avril 1925 à Saint-Martin-le-Beau et décédé le 7 novembre 2014 à Saint-Avertin,, est un journaliste et caricaturiste français.

## Biographie

### Débuts professionnels à Angers
Tout au début des années 1950, Maurice Tournade vit à Angers où il partage son temps entre le club de football du Angers SCO, le chant lyrique, un emploi de secrétaire à la Direction départementale de la Jeunesse et des Sports, et la caricature. Il collabore régulièrement aux rubriques musicales et littéraires du quotidien Ouest-France. Grâce à son talent de dessinateur, La Nouvelle République du Centre-Ouest l'appelle pour couvrir les procès de Marie Besnard, à Poitiers, alors que le grand dessinateur Sennep, lui-même, était sur les rangs. Il est probablement le seul journaliste à avoir suivi les trois procès, avec peut-être le chroniqueur judiciaire Frédéric Pottecher.

### Une longue carrière de journaliste et caricaturiste à Tours

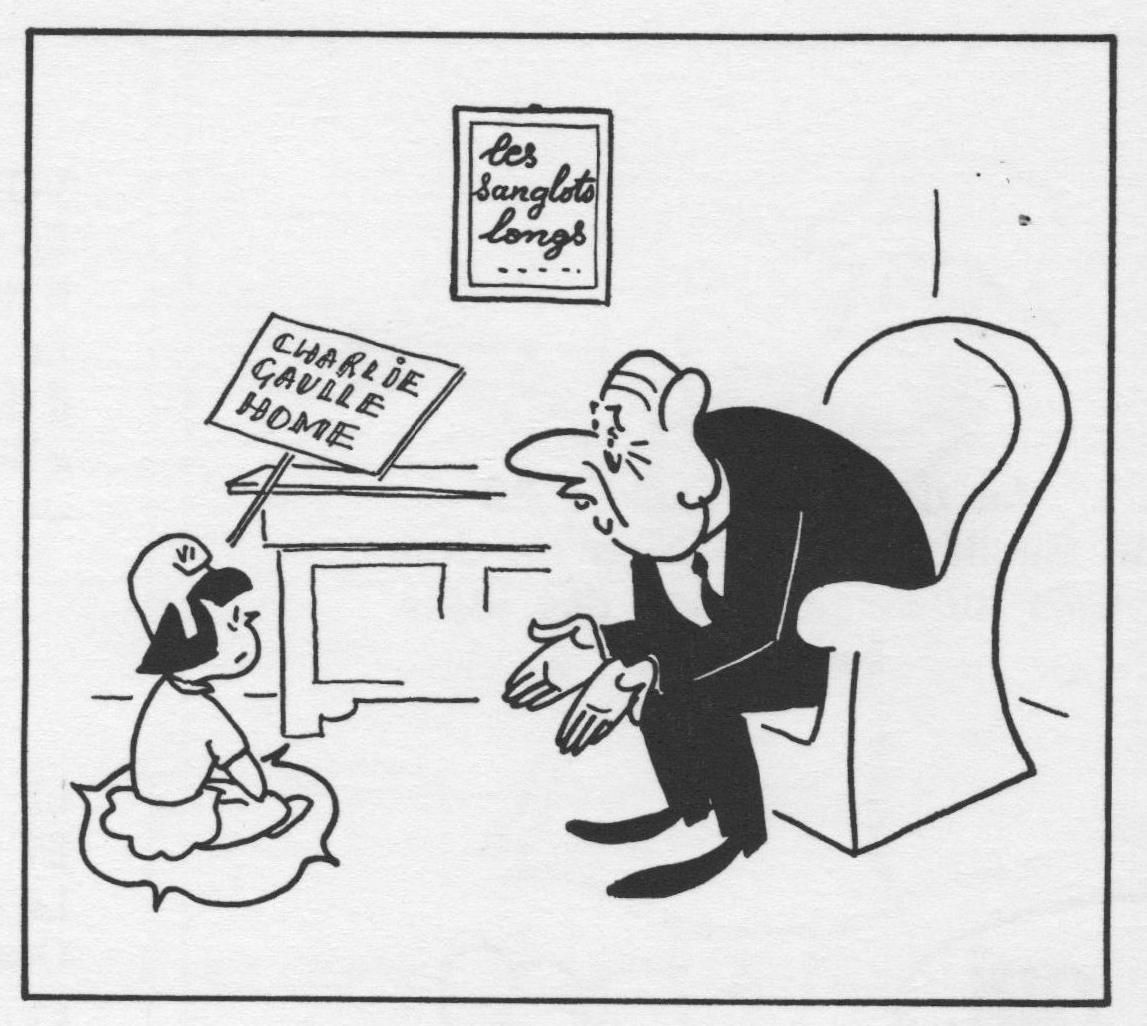
Dessin de presse : Charles de Gaulle, président de la République française et Marianne (de la Cinquième République) en 1969.

En 1959, sur proposition de Jean Meunier et Pierre Archambault, cofondateurs de La Nouvelle République du Centre-Ouest, il intègre ce quotidien régional comme journaliste, critique musical et caricaturiste et s'installe définitivement à Tours avec sa famille. C'est le début de sa carrière professionnelle dans le journalisme.
De 1959 à 1989,, il publie chaque samedi, en dernière page du journal, une série de dessins humoristiques consacrés à l'actualité politique et sociale, intitulée « La semaine par Tournade ». Il caricature aussi très régulièrement les personnalités sportives, politiques ou artistiques pour illustrer ses articles et chroniques. Le Prix du meilleur dessin de Presse lui est décerné en 1991.
Il termine sa carrière de journaliste en 1989 au poste de Secrétaire général du quotidien.

### Témoin et acteur de la vie culturelle en Touraine
Durant cette période, Il est également responsable de la rubrique culturelle du quotidien, s'intéressant tout particulièrement à la musique classique, au chant lyrique et à la peinture, dont il assure les chroniques. À ce titre, il contribue à la promotion et au développement des activités artistiques de la ville, et en particulier :
- les "Fêtes musicales en Touraine[8]" (ou festival de la grange de Meslay) créé en 1964 par le pianiste russe Sviatoslav Richter[9],[10],
- le musée du Gemmail créé en 1963 par Roger Malherbe-Navarre[11],[12].

Le Maire de Tours, Jean Royer, lui décerne la médaille d'or de la ville de Tours pour sa "large participation au développement de la vie culturelle en Touraine".
Il est fait chevalier des Arts et Lettres le 22 avril 2006 par le Ministre de la Culture, Renaud Donnedieu-de-Vabres, pour ses activités de "soliste, organisateur d'un festival musical en Touraine".

## Dessins et caricatures
En 2021, l'ensemble des dessins originaux de Maurice Tournade a fait l'objet d'un don aux archives départementales d'Indre-et-Loire. 1300 d'entre eux ont été numérisés et documentés en vue de leur mise à disposition du public.
https://collections.departement-touraine.fr/recherche/Tournade
Quelques exemples de caricatures de personnalités réalisées entre 1960 et 1980 :

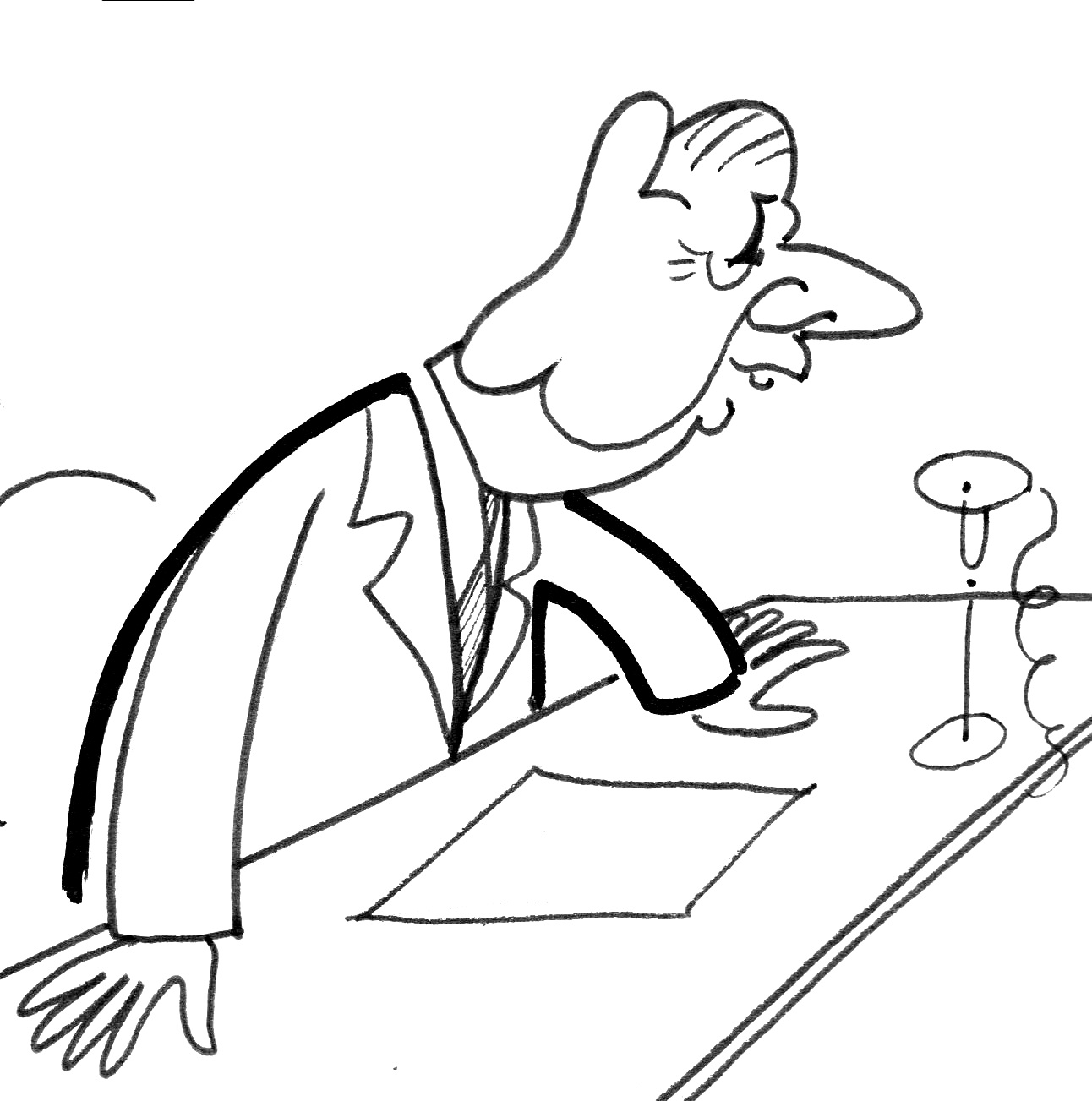
Charles de Gaulle (1890-1970), président de la République française (1959-1969).
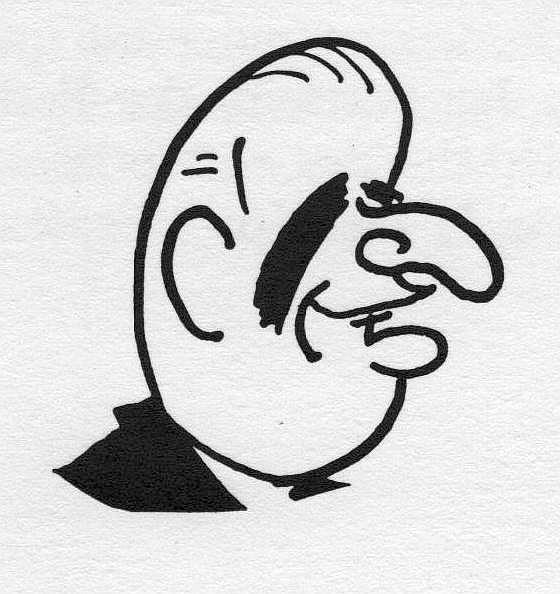
Caricature de Georges Pompidou.
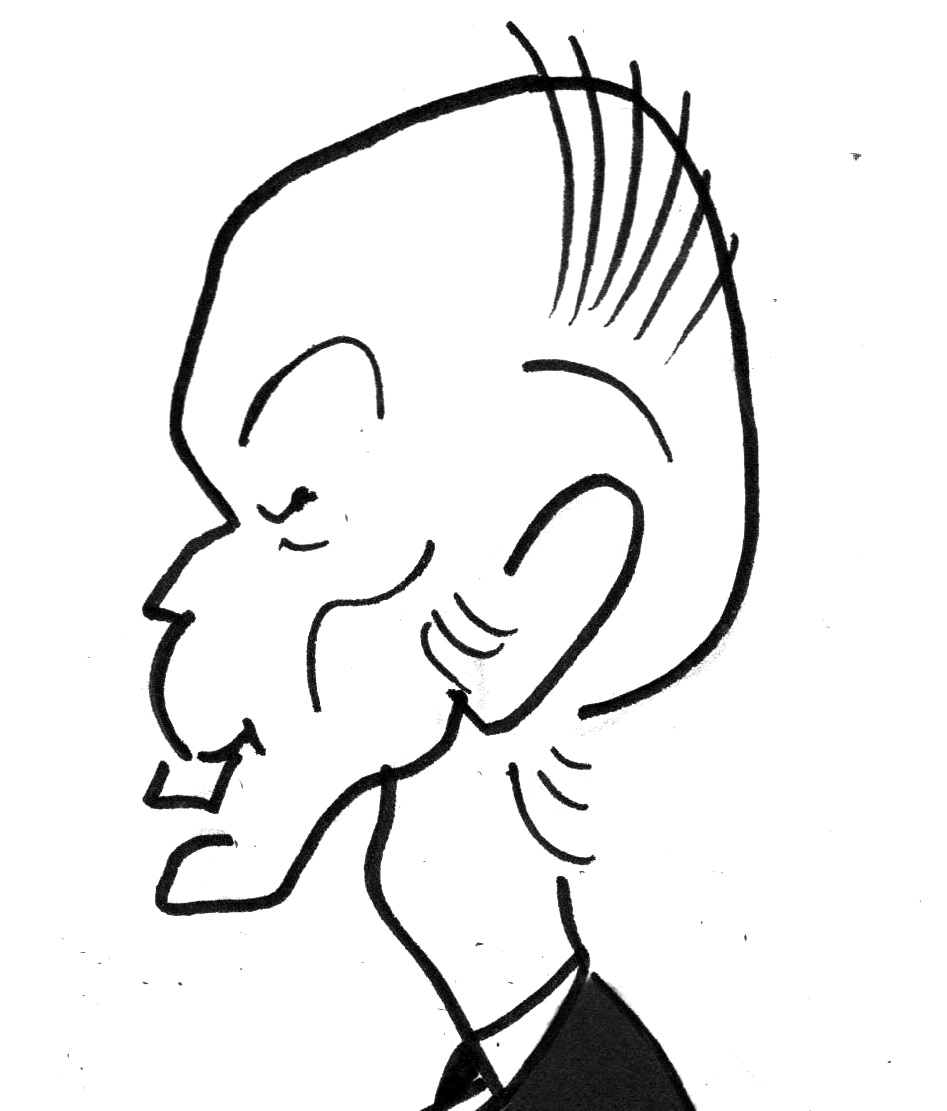
Caricature de Valéry Giscard d'Estaing.
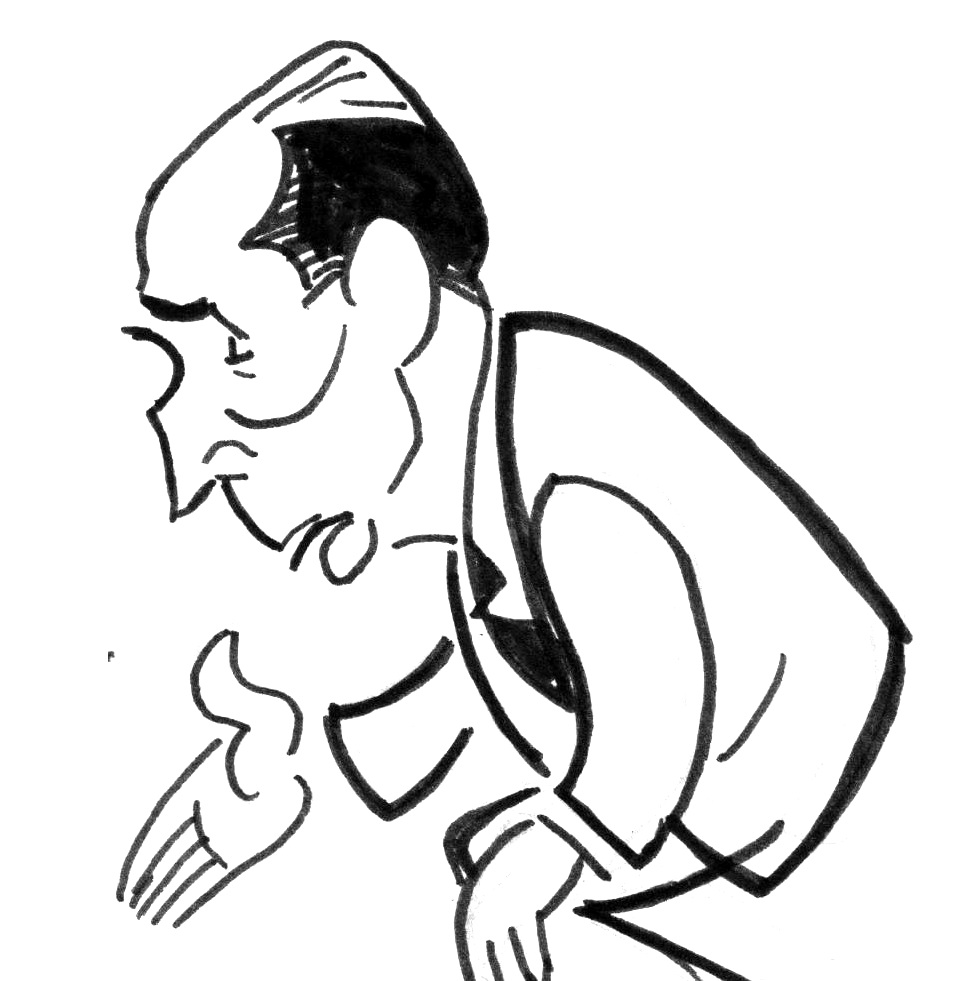
Caricature de François Mitterrand.
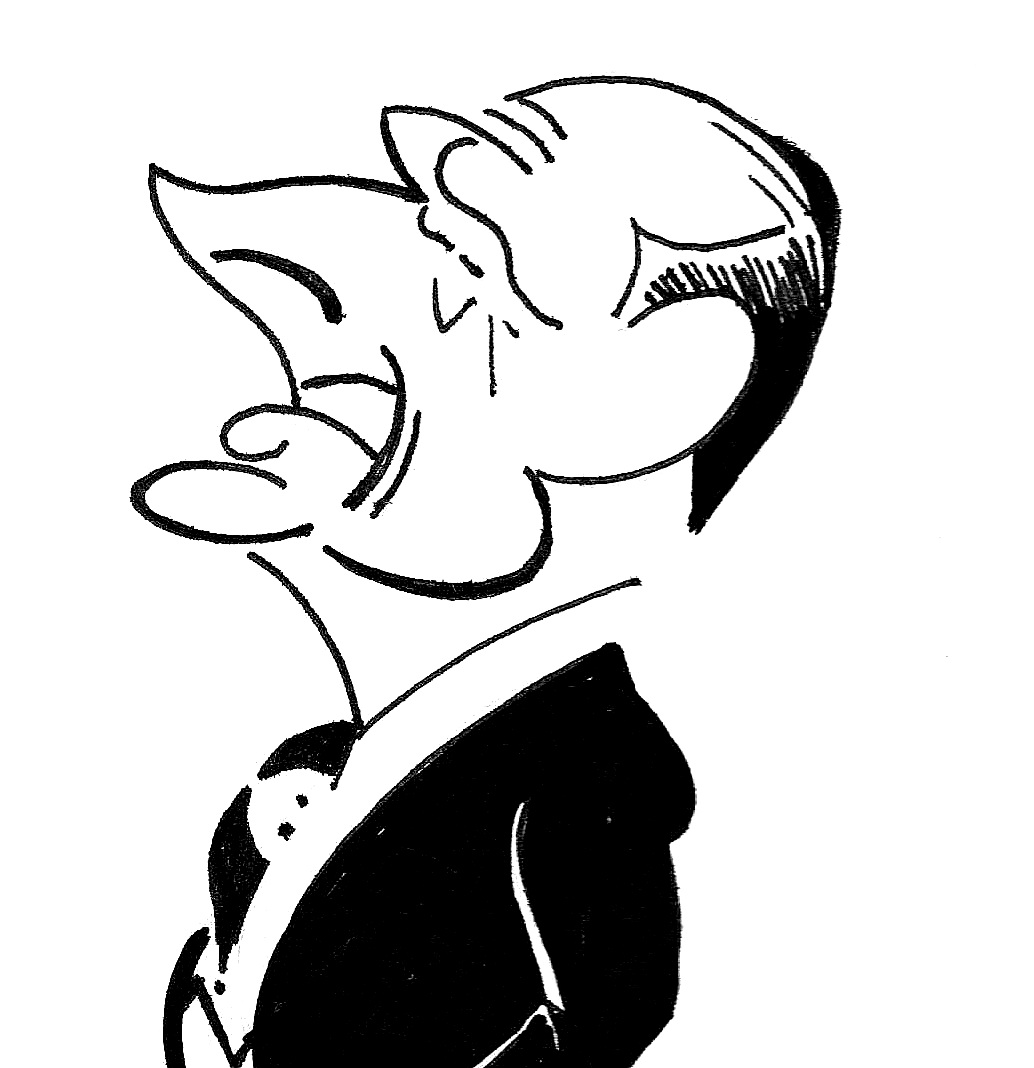
Caricature de Jacques Chirac.
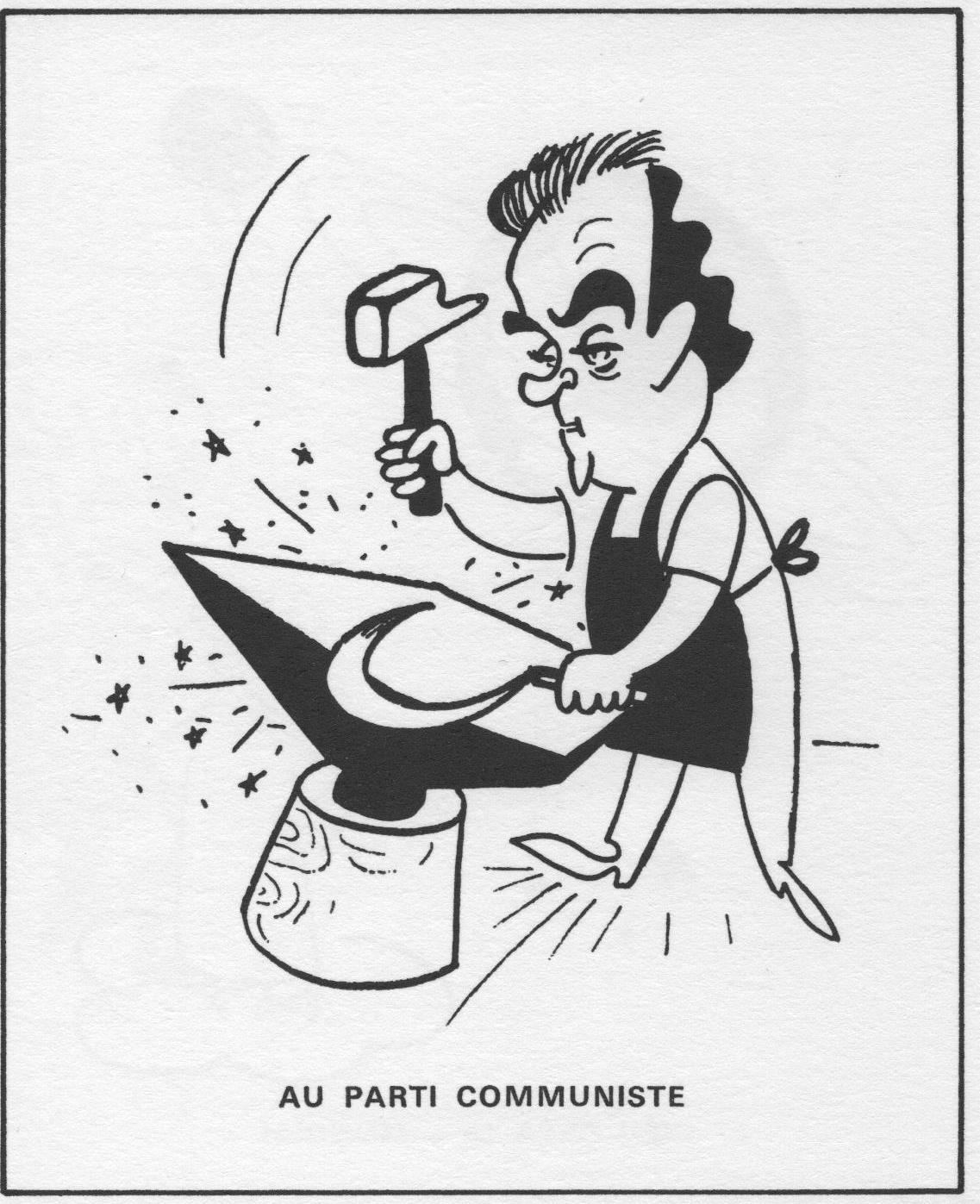
Caricature de Georges Marchais.
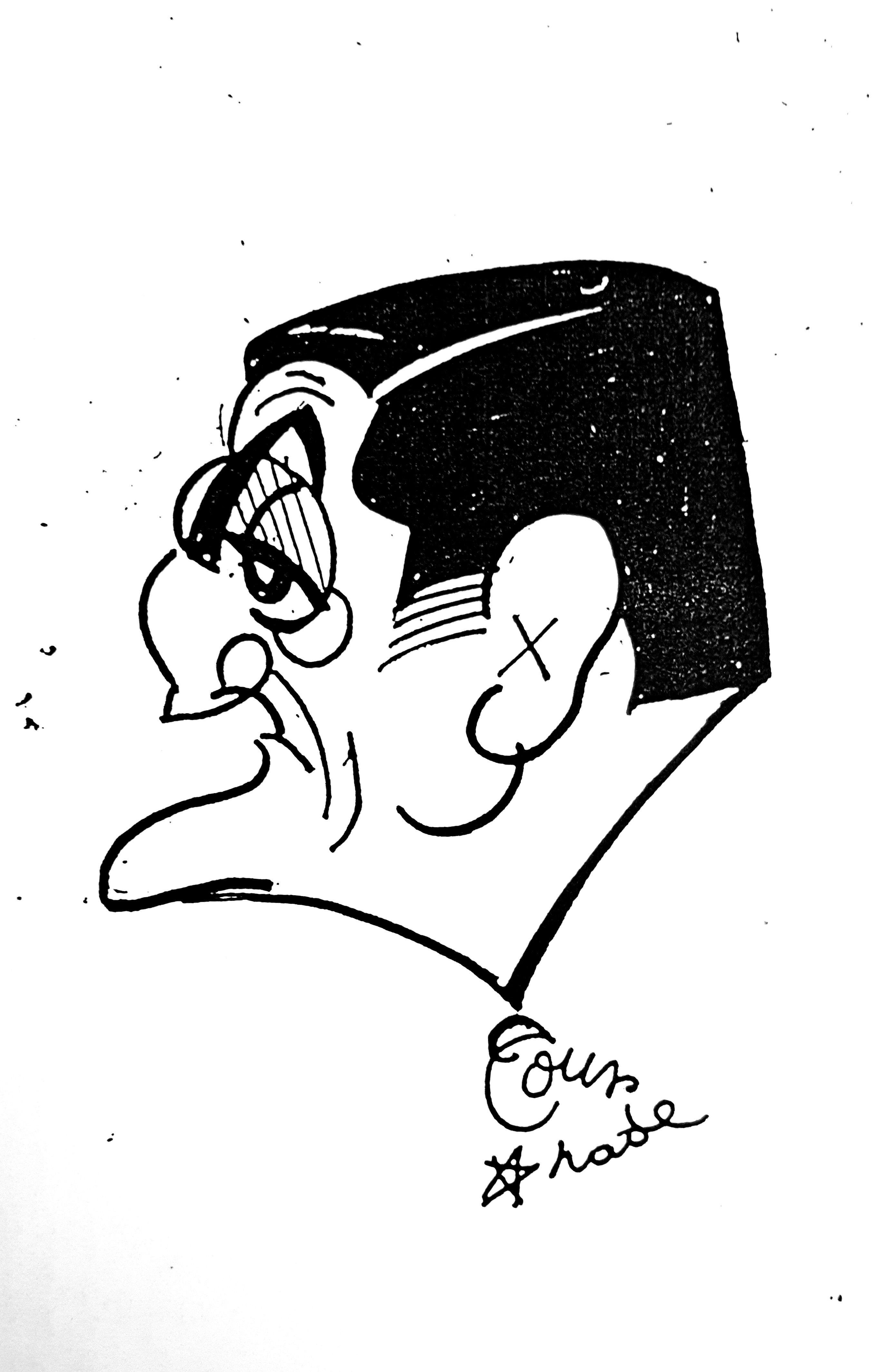
Caricature de Lino Ventura.
Caricature de Steve McQueen.
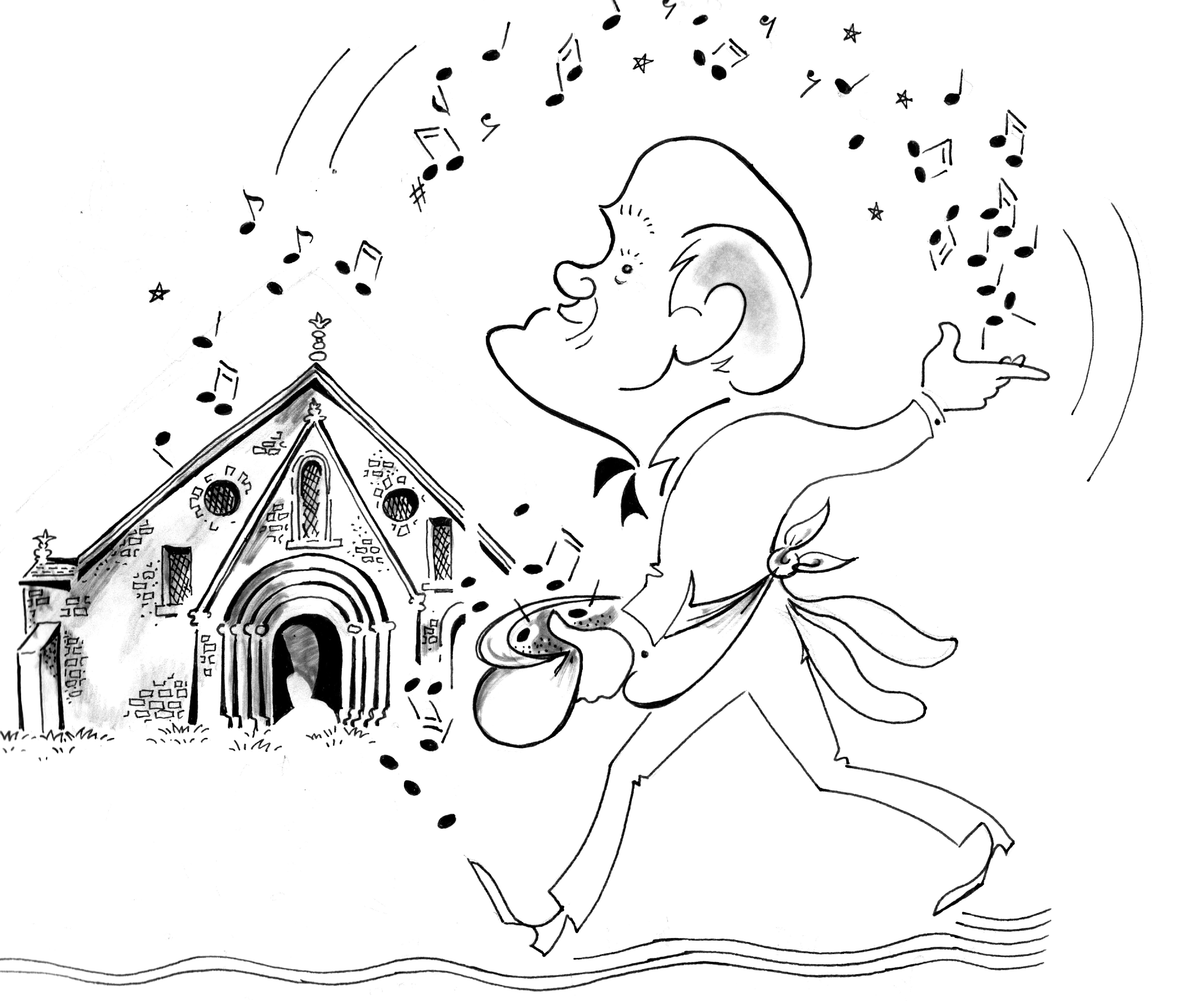
Caricature de Sviatoslav Richter.

## Sources
- Yves Dandelot, Les Gaîtés de la musique classique, 1978, préface de Maurice Tournade, Éditeur Buchet Chastel –  (ISBN 978-27020-1355-7)
- Mémoires d'un Festival, 50 ans de Fêtes musicales en Touraine - La Grange de Meslay, Éditions Sutton -  (ISBN 978-2-8138-0769-4) (témoignage de Maurice Tournade sur Sviatoslav Richter en page 21)
- Dico Solo - Plus de 5000 dessinateurs de presse et 600 supports, 2004, Editions AEDIS  (ISBN 2-84259-239-5)